# Ultra haute définition
 (septembre 2017).
Si vous disposez d'ouvrages ou d'articles de référence ou si vous connaissez des sites web de qualité traitant du thème abordé ici, merci de compléter l'article en donnant les références utiles à sa vérifiabilité et en les liant à la section « Notes et références ».
Ne doit pas être confondu avec Télévision à ultra-haute définition.

Logo digitaleurope (norme europe)

Ultra haute définition est à la fois un logo et un label lancé en 2017 par DigitalEurope dans le but d'éclaircir les consommateurs européens dans le domaine de la ultra haute définition.

## Définition
Logo apposé sur un appareil Ultra HD en 3840 x 2160 pixels 
Ce logo signifie que l'appareil sur lequel il est estampillé est :
- Ultra HD (avec son cahier des charges)